# Gonomyia (Paralipophleps) dikopis
Gonomyia (Paralipophleps) dikopis is een tweevleugelige uit de familie steltmuggen (Limoniidae). De soort komt voor in het Neotropisch gebied.